# Maria Petkova
Maria Petkova (Bulgaria, 3 de noviembre de 1950),también llamada Maria Vergova, fue una atleta búlgara, especializada en la prueba de lanzamiento de disco en la que llegó a ser dos veces subcampeona olímpica en 1976  y 1980, y  medallista de bronce mundial en 1983.

## Carrera deportiva
En las Olimpiadas de Montreal 1976 ganó la plata en lanzamiento de disco — con un lanzamiento de 67.30 metros, tras la alemana Evelin Schlaak y por delante de la atleta también alemana Gabriele Hinzmann—, al igual que en Moscú 1980, tras la alemana Evelin Jahl y por delante de la soviética Tatyana Lesovaya.
Y en el Mundial de Helsinki 1983 ganó la medalla de bronce, con una marca de 66.44 metros, tras la alemana Martina Opitz y la soviética Galina Murasova.